# Eustala bisetosa
Eustala bisetosa är en spindelart som beskrevs av Bryant 1945. Eustala bisetosa ingår i släktet Eustala och familjen hjulspindlar. Inga underarter finns listade i Catalogue of Life.